# La Stretta
La Stretta  è un rilievo dell'isola d'Elba. 
Situato nella parte occidentale dell'isola, fa parte della Catena del Monte Capanne e raggiunge un'altezza di 806 metri sul livello del mare. Il luogo è molto panoramico ed è caratterizzato da una particolare formazione monzogranitica anticamente chiamata La Porta, a metà strada tra il Monte di Cote e il Monte Giove. Il toponimo La Porta è attestato dal 1840. In una nicchia rupestre si trova una piccola edicola religiosa dedicata alla Vergine Maria. Nell'area esiste un quartiere pastorale, il Caprile della Stretta.

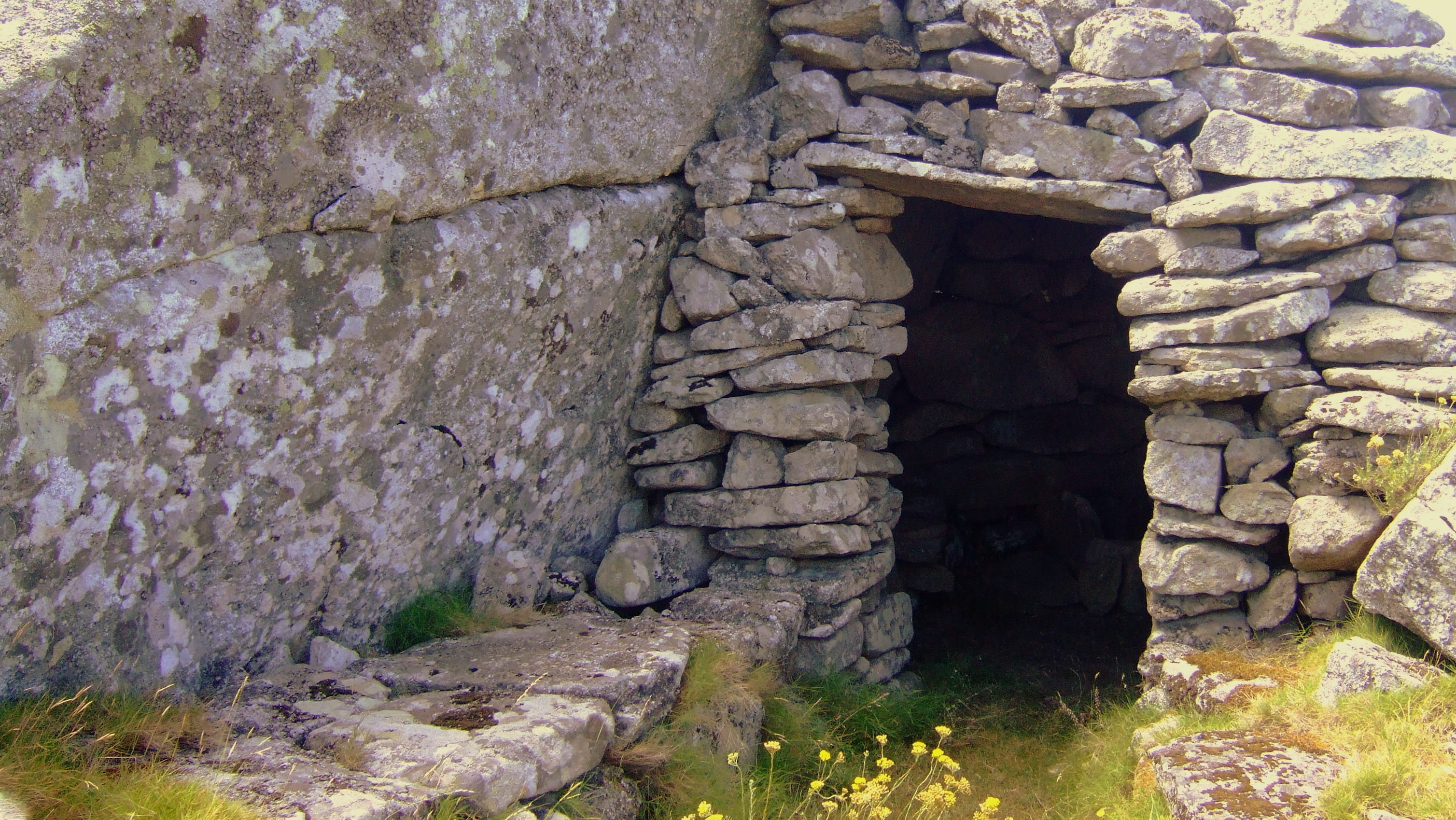
Caprile della Stretta